# قشلاق تكقوئي قرة بيران حضرت قلي
قشلاق تكقوئي قرة بيران حضرت‌ قلي هي قرية في مقاطعة بارس أباد، إيران. عدد سكان هذه القرية هو 38 في سنة 2006.